# Manfred Hummitzsch
Manfred Hummitzsch (* 7. Juli 1929 in Limbach; † 23. Dezember 2015 in Berlin) war ein deutscher SED-Funktionär und Generalleutnant des Ministeriums für Staatssicherheit (MfS). Er war langjähriger Leiter der Bezirksverwaltung Leipzig des MfS.

## Leben
Der Sohn eines Lagerarbeiters und einer Näherin erlernte nach dem Besuch der Volksschule von 1944 bis 1947 den Beruf eines Handlungsgehilfen. Gegen Ende des Krieges wurde er kurzzeitig zur Wehrmacht eingezogen.
1947 arbeitete er zunächst als kaufmännischer Angestellter, ging 1948 zur Deutschen Post, wurde 1949 Mitglied der SED und als Stadtjugendleiter beim FDJ-Kreisvorstand Chemnitz politisch aktiv.
Am 1. August 1950 begann er als operativer Mitarbeiter in der Kreisdienststelle (KD) Flöha. 1951 wechselte er zur Abteilung III (Schutz der Volkswirtschaft) der Länderverwaltung Sachsen, später zur Hauptabteilung III des MfS in Berlin. 1955/56 besuchte er einen Einjahreslehrgang an der Bezirksparteischule Berlin der SED. Im Juni 1957 wurde er Leiter der Abteilung III in der Bezirksverwaltung für Staatssicherheit (BVfS) Leipzig, 1958 1. Sekretär der SED-Parteiorganisation der Bezirksverwaltung und im August 1962 Stellvertreter Operativ des Leiters der BVfS. 1960 bis 1965 absolvierte er ein Fernstudium an der Juristischen Hochschule des MfS in Potsdam-Eiche mit dem Abschluss als Diplom-Jurist. Am 26. Januar 1967 wurde er vom Nationalen Verteidigungsrat der DDR als Leiter der Bezirksverwaltung Leipzig im Rang eines Oberstleutnants bestätigt (Nachfolger von Oberst Hans Schneider) und 1967 Mitglied der SED-Bezirksleitung. 1974 wurde er zum Generalmajor ernannt. 1975 wurde er an der Juristischen Hochschule Potsdam-Eiche zum Dr. jur. promoviert. Im Februar 1989 wurde er zum Generalleutnant befördert.
Nach Auflösung des MfS Anfang Dezember 1989 wurde er abgelöst und im Januar 1990 aus dem Dienst entlassen, wonach er in Rente ging. Er war Mitglied der Gesellschaft zur Rechtlichen und Humanitären Unterstützung (GRH), bis 2012 Mitglied des Vorstandes. Im Juni 1994 wurde er vom Leipziger Landgericht vom Vorwurf der Anmaßung staatlicher Befugnisse durch geheime Telefonüberwachung aufgrund des Rückwirkungsverbotes im Strafrecht freigesprochen, weil das Abhören von Telefonaten „im Rahmen der allgemeinen Spitzeltätigkeit des MfS“ üblich gewesen sei.
Hummitzsch starb im Alter von 86 Jahren in Berlin.